# Buda (városrész)
Buda Budapest Dunától nyugatra eső dombos, hegyvidékes része, annak összefoglaló elnevezése, olykor ideértve Óbudát is.
Buda ma a következő kerületekből áll: az I., a II., a XI., a XII. és a XXII. kerületből, illetve tágabb értelemben véve a III. kerületből, azaz Óbudából is.
A szűkebb értelemben vett Buda a mai I. kerület, a II. kerület Pesthidegkút és Adyliget kivételével, a III. kerületből Újlak és Mátyáshegy, a XI. kerület Albertfalva és Kelenvölgy kivételével, valamint a XII. kerület Budakeszierdő kivételével.

## Története
Buda mint (nem hivatalos) városrész Pest, Buda és Óbuda városok 1873-as egyesítésével, azaz Budapest életre hívásával született meg. Az ekkor hivatalosan megszűnt Buda helyén kialakított budapesti kerületek összefoglaló elnevezése azonban mind a mai napig megmaradt, ahogy északon Óbuda illetve a Duna átellenes oldalán az egykori Pest város helyén kialakított (mai belső) kerületeké is.
A második világháború után kiépült kommunista rendszerben 1950. január 1-jén létrehozták Nagy-Budapestet.